# Pistola Welrod
La Welrod es una pistola silenciada de cerrojo británica, diseñada durante la Segunda Guerra Mundial por el mayor Hugh Reeves en el Inter-Services Research Bureau (más tarde rebautizado como Estación IX). La Estación IX, al tener su sede cerca de Welwyn Garden City, dio a la Welrod su inusual nombre: es un derivado del "Wel" de "Welwyn Garden City" (prefijo empleado en equipos para operaciones especiales diseñados por la Estación IX) y "rod" (varilla, en inglés), término de la jerga criminal para arma de fuego, como una forma de encubrir su propósito.
Diseñada para emplearse por fuerzas irregulares y grupos de resistencia, la Welrod es una pistola muy silenciosa gracias a su silenciador integrado. Se produjeron aproximadamente 2.800 pistolas, con una producción total de 14.000 unidades incluyendo a las producidas después de la Segunda Guerra Mundial.

## Desarrollo
Su nombre viene de la costumbre de llamar a todos los equipos para operaciones especiales diseñados en la Estación IX de Welwyn Garden City con el prefijo Wel, por ejemplo Welbike y Welman. Un documento emitido hacia el final de la Segunda Guerra Mundial aseguraba que las personas eran adecuadamente acreditadas por sus inventos en la Estación IX. Este documento revela que el inventor de la Welrod fue el mayor Hugh Reeves. Él también fue responsable de otros diseños importantes, inclusive la pistola de manga, que era similar a la Welrod pero monotiro y hecha para ocultarse debajo de una manga.
La Welrod fue empleada principalmente por la Dirección de Operaciones Especiales británica, pero también fue empleada por la Oficina de Servicios Estratégicos estadounidense y grupos de resistentes.
Era un arma "saneada", que no tenía marcajes que indiquen su fabricante o país de origen; solamente tenía estampado un número de serie y algunos símbolos y letras. La Birmingham Small Arms Company (BSA) confirmó haber fabricado algunas pistolas Welrod, pero no les estamparon marcajes, por lo que es probable que cualquier marcaje fuese estampado por el Ejército Británico después de su entrega.
El modelo original era la Welrod Mk II, calibrada para el cartucho 7,65 x 17 Browning. Este fue el primer modelo. A causa de los pobres resultados en acción, se desarrolló la Welrod Mk I que disparaba el cartucho 9 x 19 Parabellum.

## Diseño

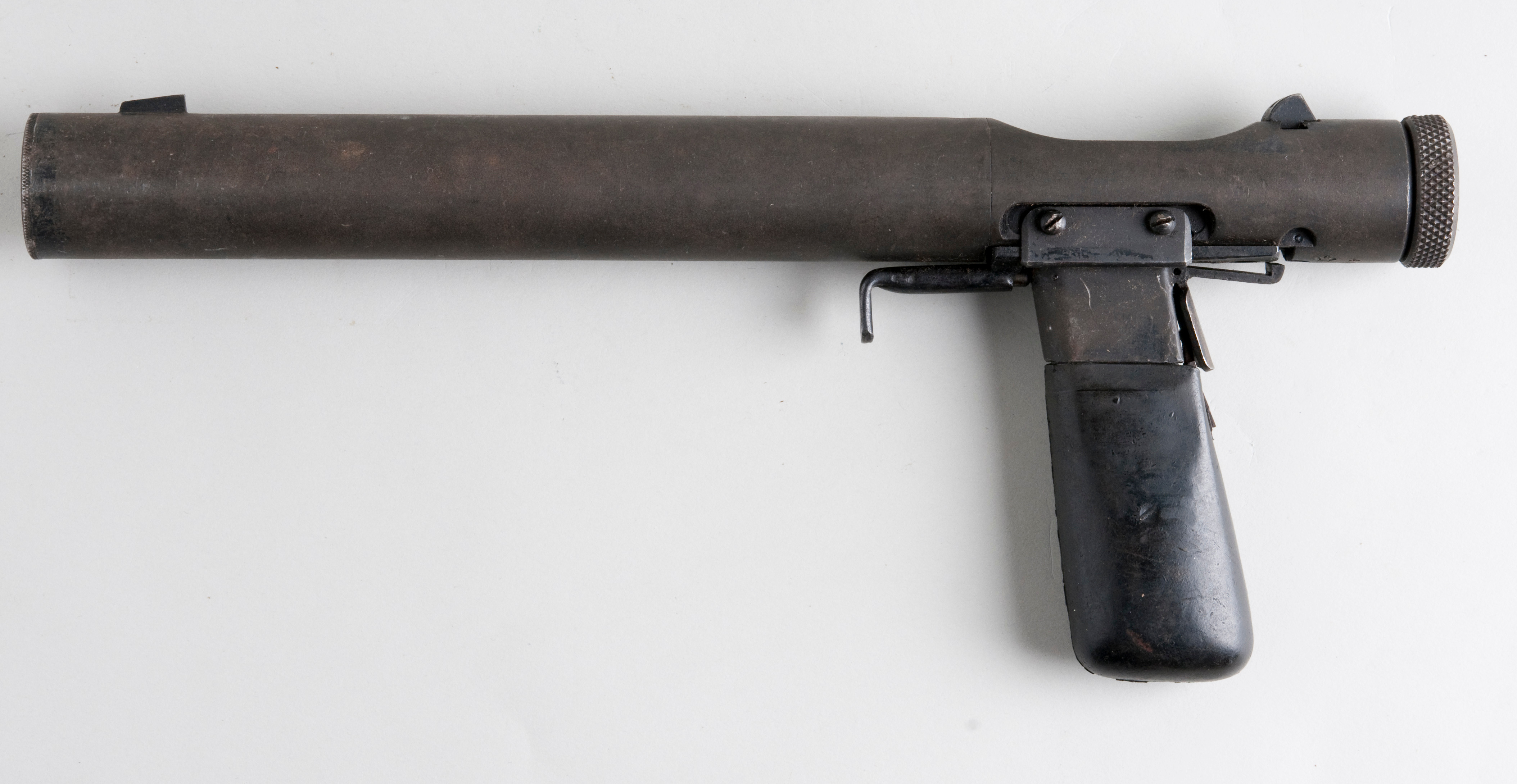
Una Welrod Mk IIA.

La Welrod es un cilindro de 32 mm de diámetro, con una longitud de 300 mm. La sección posterior del cilindro contiene el cerrojo, la sección central contiene el cañón perforado (16-20 agujeros) y la cámara de expansión para el cañón, y la sección delantera contiene los tabiques de metal y las arandelas de caucho del silenciador. En la parte posterior se encuentra una perilla cuadrillada que es la manija del cerrojo, que lo suelta cuando se gira a 90°. El cargador también es su empuñadura y puede retirarse para facilitar su ocultamiento. La falta de una empuñadura parece que se hizo para ayudar a ocultar el propósito del arma y en algunos grupos era llamada "bomba de bicicleta" por su inocua apariencia sin su cargador/empuñadura.
Sus mecanismos de puntería estaban marcados con pintura fosforescente para poder apuntar en condiciones de baja luminosidad. Sobre su alcance, el manual de la Welrod Mk I afirma: "Es precisa hasta 27 m durante el día o 18 m en una noche con luna llena, pero es más efectiva cuando se dispara a quemarropa". El área alrededor de la boca del cañón es ligeramente cóncava para minimizar el ruido al disparar a quemarropa; esto también puede haber mejorado el apoyo contra el blanco, reduciendo la probabilidad de fallar.
El cañón perforado de la Welrod tiene dos propósitos: libera gradualmente los gases del disparo en la parte posterior del silenciador, reduciendo el sonido del disparo, además de reducir la velocidad de la bala a velocidad subsónica (especialmente importante en la versión de 9 mm, ya que la carga propulsora estándar del cartucho 9 x 19 Parabellum es supersónica). Los tabiques de metal y arandelas de caucho que rodean al cañón sirven para reducir aun más la velocidad de los gases del disparo, liberándolos gradualmente y evitando la aguda explosión que sucede cuando los gases con alta presión son repentinamente liberados en la atmósfera.
Su sistema de disparo es de cerrojo accionado manualmente, porque es sencillo, fiable y silencioso. El único ruido que produce el cerrojo es cuando el percutor golpea la cápsula fulminante del cartucho, pudiendo accionarse silenciosamente.
Se produjeron cargadores de seis y ocho cartuchos.

## Operación
La pistola es accionada manualmente con un cerrojo rotativo, que tiene dos tetones de acerrojado. Para cargarla, se jala y empuja la perilla cuadrillada en la parte posteior del arma. Su gatillo tiene un recorrido de una sola etapa, con un sencillo seguro ubicado detrás del brocal del cargador. El cargador extraíble monohilera tiene una capacidad de seis u ocho cartuchos (según su calibre) y sirve como empuñadura, con su mitad inferior rodeada por una cubierta de plástico.
En 2002, Small Arms Review probó una Welrod de 7,65 mm y halló una reducción del ruido de 34 decibeles en comparación a una pistola de control con cañón de la misma longitud (82,5 mm) para un valor final de 122,8 decibeles. Las primeras mediciones de sonido no cumplían los estándares de 2002. Según Small Arms Review, las primeras mediciones bajas eran "Sin lugar a dudas [...] una función del equipamiento de medición disponible (incluyendo el excesivo tiempo de elevación de los indicadores)". Una Welrod totalmente reacondicionada es más silenciosa que una pistola de CO2 que dispara perdigones, siendo descrita por Philip H. Dater como "silencio hollywoodense". El sonido producido por una Welrod al disparar es casi imperceptible a una distancia de 4,5 m en un ambiente silencioso, siendo inaudible para el tirador en un ambiente ruidoso donde la boca del cañón está en contacto con el blanco.

## Historial de combate
En 1943 se planificó el lanzamiento en paracaídas de pistolas Welrod en los territorios bajo ocupación alemana para el asesinato en masa de oficiales y soldados del SS y la Gestapo durante un mes por parte de los grupos de resistentes. Este plan fue probablemente retrasado o cancelado después de la Operación Antropoide, el asesinato de Reinhard Heydrich por la resistencia checa a la ocupación nazi|resistencia checos]]. Se estima que 13.000 civiles fueron arrestados e interrogados después de la muerte de Heydrich, mientras que 5.000 civiles fueron asesinados en represalia por los alemanes y las aldeas de Lídice y Ležáky fueron arrasadas.
La Welrod fue empleada en Dinamarca durante la Segunda Guerra Mundial, además de ser lanzada en paracaídas en varios otros países y se ha registrado su uso en la Guerra de las Malvinas, durante el Conflicto norirlandés y en la Guerra del Golfo por las Fuerzas Especiales del Reino Unido. También se encontraron pistolas Welrod en los escondites de armas de la Operación Gladio. La Welrod también fue empleada por los miembros de las Fuerzas Especiales estadounidenses asignados al Destacamento A de Berlín durante la Guerra Fría.